# 保土谷繞道
保土谷繞道（保土谷バイパス／ほどがやバイパス）是從神奈川縣横濱市保土谷區到東京都町田市的國道16號繞道。全線由國土交通省管轄。
本段道路已被指定為地域高規格道路，但不徵收通行費。

## 概要
保土谷繞道是從橫濱市中心往町田市、八王子市、川越市方向延伸的國道16號之繞道。起於橫濱新道新保土谷交流道，經橫濱市旭區至町田市南町田南町田站北方。
起點雖為新保土谷交流道，但其主線道直通狩場系統交流道連接首都高速狩場線與橫濱橫須賀道路。保土谷繞道除了在新保土谷交流道與國道1號橫濱新道（第三京濱方向與戶塚方向）交會，還可在上川井交流通接大和繞道往八王子方向，在橫濱町田交流道接東名高速道路。
本繞道主要路段為單向3車道、限速與設計速度達80km/h的高規格快速道路，加上不收通行費，是東名高速道路來往橫濱市中心地帶的重要幹道，交通量大。根據平成17年度道路交通調查，平日24小時交通量達17.4萬台，次於首都高速灣岸線新木場 - 葛西系統交流道間（18.0萬台），白天12小時交通量則是全日本第一。在首都高速狩場線開通後，帶來的車流量使得保土谷繞道交通更為惡化。
在橫濱町田立體交流道開通以前，保土谷繞道的終點在上川井交流道，由於與其交會的大和繞道是有交通號誌的一般道路，堵塞嚴重。為了改善此情況，規劃保土谷繞道延伸至橫濱町田交流道（橫濱町田立體事業），1997年完成後大幅舒緩下川井交流道的堵塞。
接著，其延伸路段（町田立體事業）在2016年4月24日通車，保土谷繞道高架段往八王子方向延伸，駕駛人可不必再由大和繞道的平面路段前往八王子方向，大幅減緩東名入口交差點周邊的車流。

## 年表
- 1970年：開工。
- 1973年：新保土谷交流道 - 本村交流道間以暫定2車道方式通車。
- 1974年：狩場交流道 - 上川井交流道間以雙向4車道方式通車。（狩場交流道 - 新保土谷交流道間以國道16號横濱新道名義通車，上川井交流道 - 東名横濱交流道（當時）以大和繞道名義於1968年通車。）
- 1980年：新保土谷交流道 - 下川井交流道間拓寬為雙向6車道。
- 1997年：下川井交流道 - 上川井交流道間拓寬為雙向6車道，完成横濱町田立體化工程上川井交流道 - 東名横濱町田交流道間，實現上川井交流道的二重立體化與横濱町田交流道附近的立體化。
- 2001年：新櫻丘交流道部分啟用。
- 2002年：新櫻丘交流道全面啟用。
- 2016年4月24日：東名横濱町田交流道 - 南町田北交叉點附近 啟用。

## 所管警察
- 神奈川縣警察
  - 高速公路交通警察隊朝比奈分駐所[4]

## 交流道
| 國道16號横濱新道 （横濱横須賀道路、首都高速神奈川3號狩場線狩場系統交流道方向） |     |                                                                                                   |             |          |        |          |            |
| 新保土谷交流道                                                                 | 0.0 | 國道1號横濱新道 （第三京濱方向與戶塚方向）                                                        | 第1種 第3級 | 神奈川縣 | 横濱市 | 保土谷區 | 國土交通省 |
| 新櫻丘交流道                                                                   |     | 環狀2號線                                                                                         | 第1種 第3級 | 神奈川縣 | 横濱市 | 保土谷區 | 國土交通省 |
| 南本宿交流道                                                                   |     |                                                                                                   | 第1種 第3級 | 神奈川縣 | 横濱市 | 旭區     | 國土交通省 |
| 本村交流道                                                                     |     | 神奈川縣道40號横濱厚木線（厚木街道）                                                              | 第1種 第3級 | 神奈川縣 | 横濱市 | 旭區     | 國土交通省 |
| 下川井交流道                                                                   |     | 神奈川縣道45號丸子中山茅崎線（中原街道）                                                          | 第1種 第3級 | 神奈川縣 | 横濱市 | 旭區     | 國土交通省 |
| 上川井交流道                                                                   |     | 國道16號（八王子街道）・舊國道16號（横濱市道） 國道16號大和繞道（八王子方向，在交流道北邊連接。） | 第1種 第3級 | 神奈川縣 | 横濱市 | 旭區     | 國土交通省 |
| 横濱町田交流道                                                                 |     | 東名高速公路 （僅能出入東名道，不能連接一般道路）                                                 | 第1種 第3級 | 神奈川縣 | 横濱市 | 綠區     | 國土交通省 |
| 南町田北交差點                                                                 |     | 鶴間公園通                                                                                        | 第1種 第3級 | 東京都   | 町田市 | 町田市   | 國土交通省 |
| 國道16號大和繞道 （相模原、八王子、川越方面）                                  |     |                                                                                                   |             |          |        |          |            |

## 車道與速限
| 區間                          | 車線 上下線=上行線+下行線 | 最高速度 | 最高速度 |
| 區間                          | 車線 上下線=上行線+下行線 | 上行線   | 下行線   |
| ----------------------------- | ------------------------- | -------- | -------- |
| 新保土谷交流道 - 新櫻丘交流道 | 6=2+4                     | 80 km/h  | 80 km/h  |
| 新櫻丘交流道 - 上川井交流道   | 6=3+3                     | 80 km/h  | 80 km/h  |
| 上川井交流道 - 横濱町田交流道 | 4=2+2                     | 80 km/h  | 80 km/h  |
| 横浜町田交流道内              | 3=1+2                     | 80 km/h  | 80 km/h  |
| 横浜町田交流道 - 終點         | 4=2+2                     | 80 km/h  | 60 km/h  |

上行線右側車道在横濱町田交流道減少，合流成為1車道。

## 路線巴士
機場連絡巴士與高速巴士會運行至本道路，相鐵巴士的一班路線巴士也會行駛部分區間。横濱市營巴士曾經於此運行。
- 南本宿交流道 - 本村交流道
  - 旭4系統與旭2系統
- 本村交流道 - 下川井交流道
  - 旭36系統

## 來源
1. ↑  平成17年度道路交通センサス
2. ↑  「横浜町田立体」開通で渋滞緩和 （页面存档备份，存于）国土交通省 関東地方整備局 横浜国道事務所
3. ↑   (PDF).   [2018-06-17]. （原始内容存档 (PDF)于2016-03-05）.
4. ↑  .   [2017-02-02]. （原始内容存档于2016-01-23）.

## 關連項目
- 日本高速公路列表

- 關東地方道路列表
- 地域高規格道路列表
- 日本繞道列表

## 外部連結
- 國土交通省 關東地方整備局 横濱國道事務所（页面存档备份，存于）
  - 横濱國道事務所／保土谷繞道（页面存档备份，存于）
- 町田立體化工程（國土交通省・川崎國道事務所）（页面存档备份，存于）